# Dugino (obwód kurski)
Dugino (ros. Дугино) – wieś (ros. село, trb. sieło) w zachodniej Rosji, w sielsowiecie szczekińskim rejonu rylskiego w obwodzie kurskim.

## Geografia
Miejscowość położona jest nad rzeką Ryło (prawy dopływ Sejmu), 1 km od centrum administracyjnego sielsowietu szczekińskiego (Szczekino), 13 km od centrum administracyjnego rejonu (Rylsk), 119 km od Kurska.

## Demografia
W 2010 r. miejscowość zamieszkiwało 79 osób.